# South Benfleet
South Benfleet is een plaats en civil parish in het bestuurlijke gebied Castle Point, in het Engelse graafschap Essex.

## Verkeer en vervoer
Station Benfleet is gelegen in de plaats.